# Hitman (film, 1998)
Hitman, Hongkong-film från 1998 med Jet Li i huvudrollen.

## Handling
En stor summa pengar är utlovad till den som tar fast mördaren till ökänd maffiaboss. För att tilldelas prispengarna krävs en större kontantinsats och registrering. Världens bästa lönnmördare samlas för att uppta jakten. Den fattige Fu (Jet Li) lyckas imponera på Lo som betalar kontantinsatsen och blir hans manager. Los plan är att stå för hjärnan och plånbok medan Fu står för handling. Snart visar det sig att Fu inte alls är den erfarne och kallsinnige lönnmördaren Lo trodde, och Lo själv visar sig vara en simpel lurendrejare med ett stort skelett i garderoben.

## Om filmen
Jet Li spelar här den mycket skicklige men oerfarna Fu som lever fattigt och vänder på varje krona. Han är inte alls så stel och korrekt som vi vanligtvis ser honom i många av hans hollywoodproducerade filmer, även om hans tystlåtna personlighet är bekant. Filmen innehåller en viss del komik om än inte så mycket placera filmen i denna genre.

## Rollista (urval)
| Jet Li     | – Fu (dubbad Fred)  |
| Eric Tsang | – Ngok Lo           |
| Simon Yam  | – Officer Chan Kwan |
| Gigi Leung | – Kiki              |
| Kenji Sato | – Eiji Sukamoto     |